# تلیله بزرگ
تلیله بزرگ (نام علمی: Calidris tenuirostris) نام یک گونه از سرده تلیله است.
این بزرگترین گونه تلیله است. زیستگاه این پرنده در تندرا در شمال شرق سیبری است. آنها لانه بر روی زمین میسازند و حدود چهار تخم در زمین . آنها زمستان به شدت مهاجر در سواحل در جنوب آسیا را از طریق به استرالیا می باشد. این گونه اشکال گله عظیم در فصل زمستان میسازند. این یک از پرندگان نادر اوارگی به غرب اروپا است.